# ناثان لويس ميلر
ناثان إل. ميلر (10 أكتوبر 1868 – 26 يونيو 1953)، كان محاميًا وسياسيًا أمريكيًا بارزًا من ولاية نيويورك، وعضوًا في الحزب الجمهوري. شغل خلال مسيرته عددًا من المناصب الهامة، من بينها مراقب مالي لولاية نيويورك من عام 1901 إلى 1903، وقاضٍ في المحكمة العليا ومحكمة الاستئناف للولاية من عام 1903 إلى 1915، ثم حاكمًا لولاية نيويورك لفترة واحدة بين عامي 1921 و1922.
ولد ميلر في بلدة سالون بولاية نيويورك، وتخرّج في مدرسة كورتلاند للمعلمين عام 1887. عمل معلمًا لعدة سنوات بينما كان يتلقى تدريبًا قانونيًا لدى أحد محامي كورتلاند، حتى حصل على رخصة ممارسة المحاماة عام 1893. انخرط في العمل السياسي مبكرًا، وبدأ بإلقاء الخطب الانتخابية دعمًا للجنة الجمهورية في مقاطعته.
شغل منصب مفوض التعليم في مقاطعة كورتلاند بين عامي 1894 و1900، كما تولى منصب المستشار القانوني لمدينة كورتلاند بين 1901 و1902. عُيّن لاحقًا مراقبًا ماليًا للولاية بعد استقالة سلفه، قبل أن يُرقى في عام 1903 إلى قاضٍ في المحكمة العليا لولاية نيويورك، وفي عام 1905 إلى قاضي في الدائرة الاستئنافية. وفي عام 1913، التحق بمحكمة الاستئناف العليا للولاية، وبقي فيها حتى استقالته في أغسطس 1915 ليعود إلى ممارسة المحاماة، حيث أسس مكتبًا له في مدينة سيراكيوز.
في عام 1920، ترشح لمنصب حاكم ولاية نيويورك على قائمة الحزب الجمهوري، وفاز بالمنصب. وخلال ولايته، ركز على خفض الإنفاق العام، ومن أبرز إصلاحاته إنهاء احتكار شركة واحدة لطباعة منشورات الدولة الرسمية. إلا أنه لم يُعاد انتخابه في عام 1922.
بعد مغادرته المنصب، عاد ميلر إلى ممارسة المحاماة في مدينة نيويورك ضمن شركة محاماة أصبحت لاحقًا تُعرف باسم Willkie Farr & Gallagher. كما تولى مناصب تنفيذية في شركة يو إس ستيل (United States Steel)، حيث عمل كمستشار قانوني وعضو في مجلس الإدارة ولجنة التمويل. توفي في 26 يونيو 1953 في فندق ذا بيير بمدينة نيويورك، ودُفن في مقبرة كورتلاند الريفية.